# Bruce Glover
Bruce Herbert Glover (Chicago, 2 maggio 1932 – Los Angeles, 12 marzo 2025) è stato un attore statunitense.

## Biografia
Nato a Chicago, in Illinois, era figlio di Herbert Homan Glover e di Eva Elvira Hedstrom. Cominciò la sua carriera d'attore recitando in alcune serie televisive come Il mio amico marziano, Perry Mason, Hawk l'indiano, Mod Squad, i ragazzi di Greer e Missione impossibile.
Attore caratterista, noto per aver spesso interpretato personaggi antagonisti, raggiunse la massima notorietà interpretando Mr. Wint nel film Agente 007 - Una cascata di diamanti del 1971 e con Chinatown, di Roman Polański, del 1974. Nel 1973 partecipò al film Un duro per la legge.
Glover è morto il 12 marzo 2025, all'età di 92 anni.

## Vita privata
Dal 1949 al 1950 fu marito di Connie Overstake. Nel 1960 sposò la ballerina Mary Elizabeth Lillian Betty Krachey Bloom; dalla loro unione nacque nel 1964 l'attore Crispin Glover.

## Filmografia

### Cinema
- Gangster, amore e... una Ferrari (Never Steal Anything Small), regia di Charles Lederer (1959)
- Il sadico (Who Killed Teddy Bear), regia di Joseph Cates (1965)
- L'affare Blindfold (Blindfold), regia di Philip Dunne (1965)
- Sweet love - Dolce amore (Sweet Love, Bitter), regia di Herbert Danska (1967)
- Il caso Thomas Crown (The Thomas Crown Affair), regia di Norman Jewison (1968)
- I diavoli di Dayton (Dayton's Devils), regia di Jack Shea (1968)
- Quattro sporchi bastardi (C.C. and Company), regia di Seymour Robbie (1970)
- L'ultimo eroe del West (Scandalous John), regia di Robert Butler (1971)
- Agente 007 - Una cascata di diamanti (Diamonds Are Forever), regia di Guy Hamilton (1972)
- Pistola nera - Spara senza pietà (Black Gun), regia di Robert Hartford-Davis (1972)
- Un duro per la legge (Walking Tall), regia di Phil Karlson (1973)
- Un piccolo indiano (One Little Indian), regia di Bernard McEveety (1973)
- Chinatown, regia di Roman Polański (1974)
- L'eroe della strada (Hard Times), regia di Walter Hill (1975)
- I giorni roventi del poliziotto Buford (Walking Tall Part II), regia di Earl Bellamy (1975)
- Stunts - Il pericolo è il mio mestiere (Stunts), regia di Mark L. Lester (1977)
- L'intruso (Hider in the House), regia di Matthew Patrick (1989)
- Warlock - L'angelo dell'apocalisse (Warlock: The Armageddon), regia di Anthony Hickox (1993)
- Simon Says - Gioca o muori! (Simon Says), regia di William Dear (2007)
- It Is Fine! Everything Is Fine!, regia di David Brothers (2007)

### Televisione
- Hawk l'indiano (Hawk) – serie TV, episodio 1x06 (1966)
- I giorni di Bryan (Run for Your Life) – serie TV, episodio 3x15 (1967)
- The Danny Thomas Hour – serie TV, episodio 1x09 (1967)
- The Outsider – serie TV, episodio 1x21 (1969)
- Bonanza – serie TV, episodio 11x27 (1970)
- Cuore e batticuore (Hart to Hart) – serie TV, episodio 3x05 (1981)
- A-Team (The A-Team) – serie TV, episodio 3x23 (1985)
- La signora in giallo (Murder, She Wrote) – serie TV, episodio 6x13 (1990)

## Doppiatori italiani
Nelle versioni in italiano delle opere in cui ha recitato, Bruce Glover è stato doppiato da:
- Cesare Barbetti in Agente 007 - Una cascata di diamanti
- Stefano Satta Flores in Un duro per la legge
- Marcello Mandò in Un piccolo indiano
- Luciano De Ambrosis in Chinatown
- Gigi Pirarba in CHiPs
- Mino Caprio in La signora in giallo
- Franco Zucca in Warlock - L'angelo dell'apocalisse (ridoppiaggio)